# Orange, Texas
Orange är administrativ huvudort i Orange County i Texas. Enligt 2010 års folkräkning hade Orange 18 595 invånare.

## Kända personer från Orange
- John Oliver Creighton, astronaut
- Bobby Kimball, musiker
- Kay Panabaker, skådespelare